# Piave chardonnay
Il Piave Chardonnay è un vino DOC la cui produzione è consentita nelle province di Treviso e Venezia.

## Caratteristiche organolettiche
- colore: paglierino.
- odore: fine, caratteristico.
- sapore: asciutto, fine, talvolta morbido.

## Produzione
Provincia, stagione, volume in ettolitri
- Treviso  (1992/93)  5763,17
- Treviso  (1993/94)  9656,03
- Treviso  (1994/95)  12419,02
- Treviso  (1995/96)  9665,27
- Treviso  (1996/97)  12024,96
- Venezia  (1993/94)  459,76
- Venezia  (1994/95)  780,43
- Venezia  (1995/96)  642,67
- Venezia  (1996/97)  896,35